# Raiffeisenbank Haag-Gars-Maitenbeth
Die Raiffeisenbank Haag-Gars-Maitenbeth eG ist eine Genossenschaftsbank mit Sitz in der bayerischen Marktgemeinde Haag i. OB im Landkreis Mühldorf am Inn.

## Geschichte
Die Raiffeisenbank Haag-Gars-Maitenbeth eG in der heutigen Form ist im Jahr 1997 durch die Fusion der Raiffeisenbank Haag-Maitenbeth eG mit der Raiffeisenbank Gars am Inn eG entstanden.

### Raiffeisenbank Haag
Am 26. Februar 1899 wurde auf Initiative des H. H. Expositus Max Fischer der Darlehenskassenverein Ramsau gegründet. Im Jahr 1965 schlossen sich die Raiffeisenkasse Ramsau eGmbH mit dem Sitz in Ramsau, die Raiffeisenkasse Berg-Winden eGmbH mit dem Sitz in Berg und die Raiffeisenkasse Kirchdorf eGmbH mit dem Sitz in Kirchdorf zur Raiffeisenbank Haag eGmbH zusammen. Zudem wurden der Bau eines Geschäftsgebäudes und die Sitzverlegung nach Haag beschlossen. Im Jahr 1968 beschloss die Generalversammlung der Raiffeisenkasse Oberornau eGmbH mit dem Sitz in Oberornau mit der Raiffeisenbank Haag eGmbH zu fusionieren. Dem folgte die Raiffeisenkasse Reichertsheim eGmbH mit dem Sitz in Reichertsheim im Jahr 1971. im Jahr 1973 wurde das Grundstück in Haag für den späteren Bau eines neuen Bankgebäudes gekauft, das 1981 bezogen wurde. 1988 fusionierte die Raiffeisenbank Haag eG mit der Raiffeisenbank Maitenbeth eG mit dem Sitz in Maitenbeth zur Raiffeisenbank Haag-Maitenbeth eG. Im Jahr 1996 beschloss die außerordentliche Generalversammlung mit der erforderlichen Mehrheit die Zusammenlegung mit der Raiffeisenbank Gars am Inn eG mit dem Sitz in Gars am Inn. Diese Fusion wurde 1997 beim Registergericht in Traunstein eingetragen. Die neue Firmierung lautete Raiffeisenbank Haag-Gars-Maitenbeth eG.

### Raiffeisenbank Gars am Inn
Ebenfalls im Jahr 1899 wurde auf Initiative des Herrn Pfarrer August Nischwitz der Darlehenskassenverein Gars gegründet, der bereits im 1. Geschäftsjahr einen Gewinn von 318,46 Mark erwirtschaftete. Die Generalversammlung der Raiffeisenkasse Mittergars eGmbH mit dem Sitz in Mittergars beschloss 1953, sich der Raiffeisenkasse Gars eGmbH anzuschließen. Im Jahr 1964 vollzog die Raiffeisenkasse Au eGmbH mit dem Sitz in Au am Inn den gleichen Schritt. Die Generalversammlung vom 7. April 1967 beschloss, geeignete Räume am Marktplatz in Gars am Inn zu mieten und umzubauen, und als Raiffeisenbank zu firmieren. Als weiteres Finanzinstitut schloss sich die Raiffeisenkasse Wang eGmbH mit dem Sitz in Wang im Jahr 1969 an. Im Jahr 1977 fand schließlich der Einzug in die neuen Geschäftsräume in Gars am Inn statt. Am 21. November 1996 beschloss die außerordentliche Generalversammlung die Zusammenlegung mit der Raiffeisenbank Haag-Maitenbeth eG.

## Rechtsverhältnisse
Die Raiffeisenbank Haag-Gars-Maitenbeth eG ist im Genossenschaftsregister beim Amtsgericht Traunstein unter GnR 78 eingetragen.

## Organisationsstruktur
Rechtsgrundlagen sind das Genossenschaftsgesetz und die durch die Generalversammlung beschlossene Satzung. Organe der Bank sind der Vorstand, der Aufsichtsrat und die Generalversammlung.

## Sicherungseinrichtung
Die Raiffeisenbank Haag-Gars-Maitenbeth eG ist der amtlich anerkannten Sicherungseinrichtung des Bundesverbandes der Deutschen Volksbanken und Raiffeisenbanken GmbH und der zusätzlichen freiwilligen Sicherungseinrichtung des Bundesverbandes der Deutschen Volksbanken und Raiffeisenbanken e.V. angeschlossen.

## Geschäftsausrichtung
Die Raiffeisenbank Haag-Gars-Maitenbeth eG betreibt das Universalbankgeschäft. Neben dem klassischen Zahlungsverkehrs- sowie Kredit- und Einlagengeschäft arbeitet sie im Verbundgeschäft mit der DZ Bank, R+V Versicherung, DZ Privatbank, Bausparkasse Schwäbisch Hall, VR Smart Finanz, Münchener Hypothekenbank, Teambank, VR Leasing, DZ Hyp, Allianz Versicherung und der Union Investment zusammen.
Als regionales Unternehmen übernimmt die Raiffeisenbank soziales und gesellschaftliches Engagement: Im Jahr 2022 wurden 68.005 € an gemeinnützige Vereine und Verbände in der Region in Form von Spenden- oder Sponsorengeldern ausgeschüttet.

## Geschäftsgebiet
Das Geschäftsgebiet liegt im Westen des Landkreises Mühldorf am Inn.
An diesen Orten betreibt die Bank Filialen:
- Haag i. OB (Hauptstelle, jur. Sitz)
- Maitenbeth (Geschäftsstelle)
- Gars am Inn (Geschäftsstelle)
- Stadl (Geschäftsstelle)
- Reichertsheim (Geschäftsstelle)
- Oberornau (Geschäftsstelle)

Hinzu kommt der Geldautomat im Dorfladen Ramsau. Am 5. Mai 2021 gründete die Raiffeisenbank Haag-Gars-Maitenbeth eG die RI Waldkraiburg GmbH mit dem Firmenzweck „Erwerb, Verkauf und Verwaltung von Immobilien“.